# Pristimantis carlossanchezi
Pristimantis carlossanchezi es una especie de anfibio anuro de la familia Craugastoridae.

## Distribución geográfica
Esta especie es endémica del departamento de Santander en Colombia. Se encuentra entre los 2400 y 2550 m sobre el nivel del mar en la Cordillera Oriental.

## Etimología
Esta especie lleva el nombre en honor a Carlos Alberto Sánchez, abuelo de Sandy B. Arroyo Sánchez.

## Publicación original
- Arroyo, 2007 :New frog (Brachycephalidae: Eleutherodactylus) from the Western Flank of the Cordillera Oriental of Colombia. Zootaxa, n.º 1389, p. 61-68.[4]